# Lac-Mégantic
Lac-Mégantic è una cittadina dell'Estrie nel Québec, in Canada. Prende il nome del lago sul quale si affaccia la cittadina.

## Disastro ferroviario
Il 6 luglio 2013 un treno merci che trasportava petrolio è deragliato ed esploso nel centro cittadino. Più di 30 edifici sono stati rasi al suolo. Risultano 42 vittime e 5 dispersi.